# Fuyumi Ono
Fuyumi Ono (小野 不由美?, Ono Fuyumi; Nakatsu, 24 dicembre 1960) è una scrittrice giapponese nota principalmente per la sua serie di romanzi Jūni kokuki (I Dodici Regni), adattati anche in anime.

## Biografia
Nata nel 1960 a Nakatsu, nella prefettura di Ōita. Si è laureata all'università Ōtani a Kyoto in studi buddisti. Nel 1988 viene assunta da Kōdansha, dove esordisce con il romanzo "Insonne alla Vigilia del Compleanno".
Nel 1989 inizia a scrivere la serie di romanzi "Akuryō Series", conclusasi nel 1992 con otto volumi. Nel 1994 scrive i due volumi di "Ghost Hunt Series", sequel del suo precedente lavoro. La serie è stata poi trasposta in un manga dal 1998 al 2006 e in una serie anime nel 2006.
Nel 1991 scrive "Il Bambino Demoniaco" (Mashō no Ko), romanzo horror su un bambino proveniente da un altro mondo. Alcuni elementi dell'opera sono stati poi riutilizzati nella sua serie più popolare e nota, Jūni kokuki (I Dodici Regni). Nel 1998 scrive Shi ki.
È sposata dal 1986 con Naoyuki Uchida, giallista sotto lo pseudonimo di Yukito Ayatsuji.

## Opere

### Romanzi
- Insonne alla Vigilia del Compleanno (バースデー・イブは眠れない Baasudei ibu wa Nemurenai) 1988, Kodansha.
- Mephisto e Waltz! (メフィストとワルツ!) 1988, Kodansha, sequel di Insonne alla Vigilia del Compleanno
- Gli Spiriti Maligni non sono spaventosi (悪霊なんかこわくない), 1989, Kodansha.
- Akuryō Series (悪霊シリーズ), Kodansha.
  - Ci sono un sacco di Spiriti Maligni?! (悪霊がいっぱい!?) 1989.
  - Ci sono davvero un sacco di Spiriti Maligni! (悪霊がホントにいっぱい!), 1989.
  - Troppi Spiriti Maligni per dormire (悪霊がいっぱいで眠れない), 1990.
  - Uno Spirito Maligno solitario (悪霊はひとりぼっち) 1990.
  - Non voglio diventare uno Spirito Maligno! (悪霊になりたくない!), 1991.
  - Non chiamarmi Spirito Maligno! (悪霊とよばないで), 1991.
  - Gli Spiriti Maligni non mi preoccupano! 1 (悪霊だってヘイキ!〈上〉), 1992.
  - Gli Spiriti Maligni non mi preoccupano! 2 (悪霊だってヘイキ!〈下〉), 1992.
- Diciassettenne maledetto (呪われた17歳), 1990.
  - La mia diciassettesima primavera (過ぎる十七の春 Sugiru Jūshichi no Haru), 1995.
- Gli Spiriti della Casa Verde (グリーンホームの亡霊たち), 1990.
  - Home, Green Home (緑の我が家 Home、Green Home), 1997.
- Il Bambino Demoniaco (魔性の子 Mashō no Ko), 1991, Shinchosha.
- I Dodici Regni (十二国記 Jūni Kokuki), Kodansha.
  - Ombra della Luna, mare d'ombra (月の影 影の海 Tsuki no Kage, Kage no Umi), 1992.
  - Mare del vento, riva del labirinto (風の海 迷宮の岸 Kaze no Umi, Meikyū no Kishi), 1993.
  - Il dio del mare dell'est, l'azzurro mare dell'ovest (東の海神 西の滄海 Higashi no Watatsumi, Nishi no Sōkai), 1994.
  - Una grande distanza nel vento, il cielo all'alba (風の万里 黎明の空 Kaze no Banri, Reimei no Sora), 1994.
  - Ali Ambiziose (図南の翼 Tonan no Tsubasa), 1996.
  - Nave alla deriva (漂舶), 1997 (racconto breve)
  - La riva al tramonto, il cielo all'alba (黄昏の岸 暁の天), 2001.
  - Il sogno di Prosperità (華胥の幽夢 Kasho no Yume), 2001.
    - Prosperità in inverno (冬栄 Toei)
    - Prosperità (華胥 Kasho)
    - Alleato della Luna (乗月 Jōgetsu)
    - Lettera (書簡 Shokan)
    - Ritorno alla Montagna (帰山 Kizan)

  - Gli uccelli di Hisho (丕緒の鳥 Hisho no Tori), 2008 (racconto breve)
  - Prigione di decadente luce (落照の獄 Rakusho no Goku), 2009 (racconto breve)
- Londra, 1888 (倫敦、1888), 1993
- Strani racconti di Tokyo (東亰異聞 Tōkei Ibun) (in lizza per il Japan Fantasy Novel Award del 1993), 1994, Shinchosha.
- Ghost Hunt Series (ゴースト・ハントシリーズ), Sequel di "Akuryō Series"
  - La casa degli Incubi 1 (悪夢の棲む家(上) Akumu no Sumu Ie 1), 1994, Kodansha.
  - La casa degli Incubi 2 (悪夢の棲む家(下) Akumu no Sumu Ie 2), 1994, Kodansha.
- Shi ki (屍鬼, letteralmente Demone Cadavere), 1998, Shinchosha.
- L'isola del santuario nero (黒祠の島 Kokushi no Shima), 2001, Shodensha.
- Il Dio del salotto (くらのかみ Kura no Kami), 2003, Kodansha.
- Ghost Stories Storybook (鬼談草紙), 2000.
- Zan'e (残穢), 2012, Shinchosha (La casa impura, 2021, Atmosphere libri).

### Manga
- Ghost Hunt (ゴーストハント), 1998-2006 (12 volumi), disegnato da Shiho Inada e pubblicato su Nakayoshi.
- Toukei Ibun (東亰異聞), 2001-2003 (4 volumi), disegnato da Niki Kajiwara e pubblicato su Comic Birz.
- Kokushi no Shima (黒祠の島), 2005-2006 (3 volumi), disegnato da Kotetsuko Yamamoto e pubblicato su Comic Birz.
- Shi ki (屍鬼), 2007-2011 (11 volumi), disegnato da Ryu Fujisaki e pubblicato su Jump Square.
- Sugiru Juunana no Haru (過ぎる十七の春), 2007-2008 (2 volumi), disegnato da Kotetsuko Yamamoto e pubblicato su Web Spica.
- Akumu no Sumu Ie - Ghost Hunt (悪夢の棲む家 ゴーストハント), 2012-in corso, disegnato da Shiho Inada e pubblicato da Aria.